# 足助バイパス

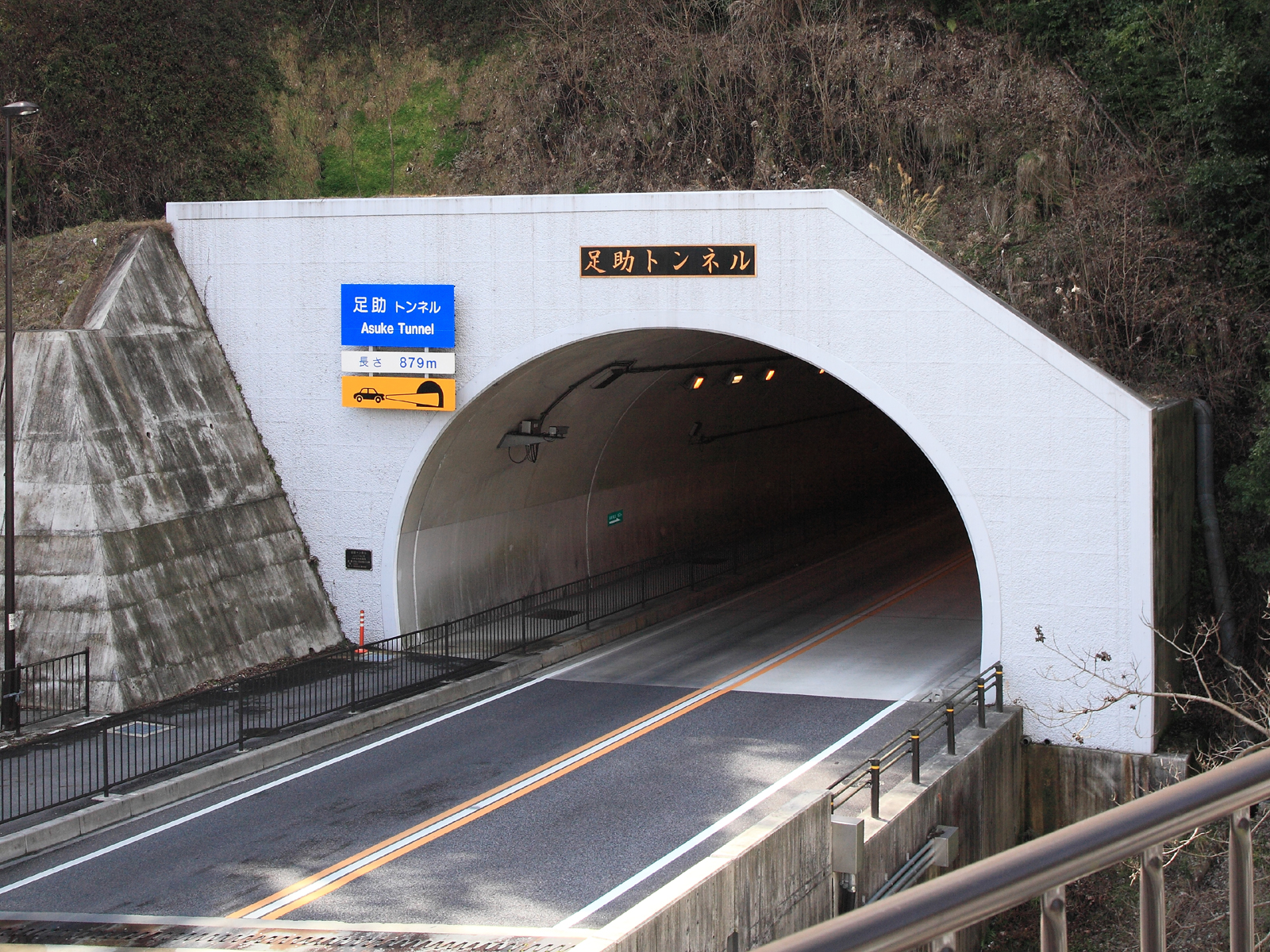
足助トンネル

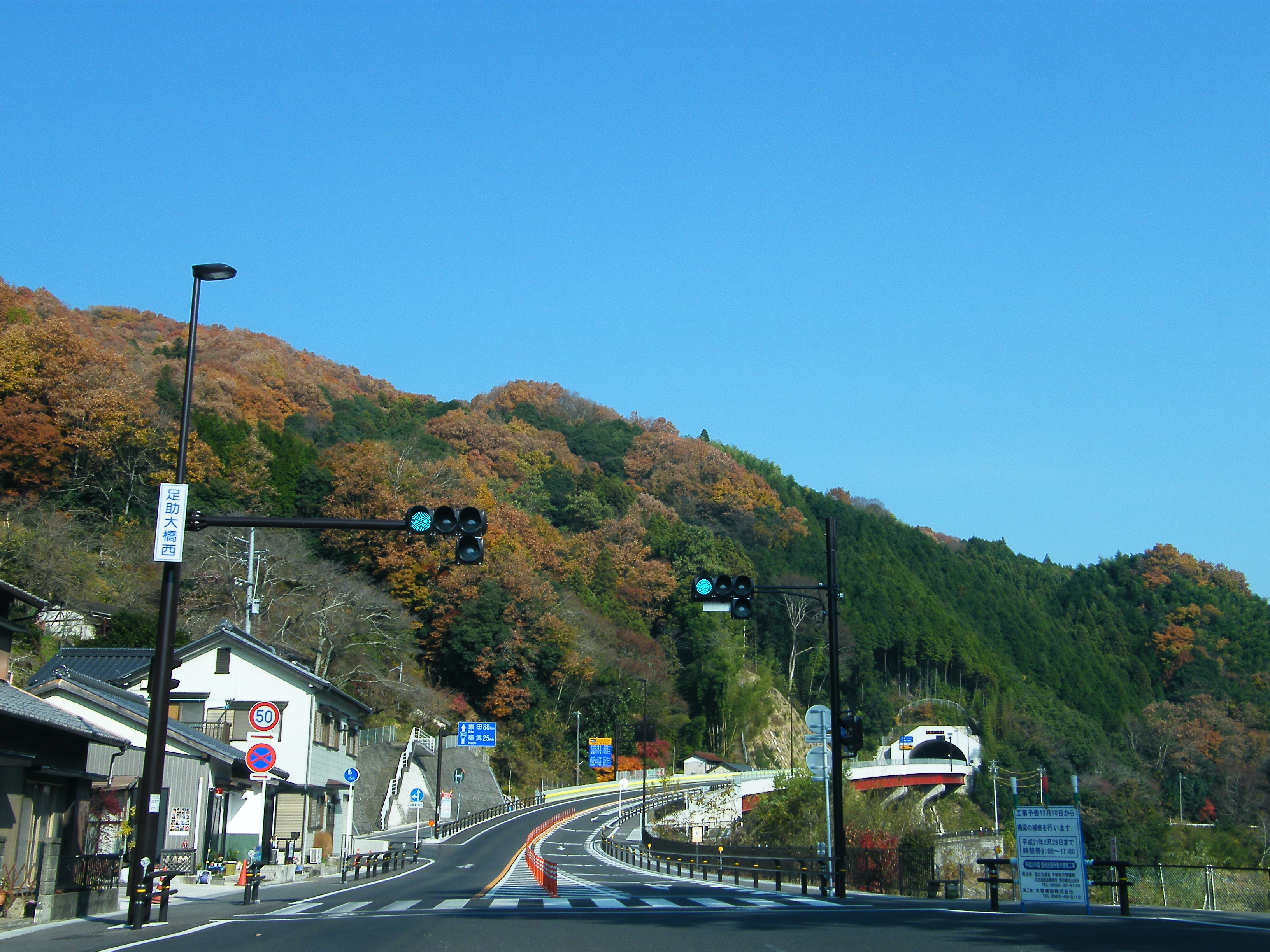
足助大橋西交差点

足助バイパス（あすけバイパス）は、愛知県豊田市足助町の市街地を迂回する、国道153号のバイパス（総延長4.0 km）である。なお本項では、別の場所を通る道路事業計画中の一般国道420号足助バイパスについては触れていない。

## 概要
- 起点 : 愛知県豊田市足助町足助
- 終点 : 愛知県豊田市富岡町日向
- 総延長 : 4.0 km
- 規格 : 第3種2級
- 設計速度 : 60 km/h
- 道路幅員
  - 土工部 : 15.0 m
  - 橋梁部 : 12.0 m
  - トンネル部 : 10.5 m
- 車線幅員 : 3.5 m
- 車線数 : 2車線

## 交差する道路
| 交差する道路                           | 交差する場所     | 名古屋から （km） |
| -------------------------------------- | ---------------- | ----------------- |
| 国道153号（飯田街道） 名古屋方面       |                  |                   |
| 国道420号・愛知県道366号小渡明川足助線 | 足助大橋西交差点 |                   |
| 愛知県道33号瀬戸設楽線                 | 富岡町西洞交差点 |                   |
| 愛知県道33号瀬戸設楽線                 | 豊岡交差点       |                   |
| 国道153号（飯田街道）飯田方面          |                  |                   |

## 歴史
- 1982年度 : 事業化
- 1987年度 : 用地買収に着手
- 1988年度 : 着工
- 1995年2月20日 : 豊田市足助町足助 - 豊田市足助町狭石（現道区間）（0.4km）拡幅完成
- 2006年9月15日 : 足助トンネル （879.0m）貫通
- 2007年3月6日 : 観音山トンネル （345.0m）貫通
- 2008年3月26日 : 豊田市足助町狭石 - 豊田市富岡町下切 （2.5km）間開通
- 2010年10月30日 : 豊田市富岡町下切 - 豊田市富岡町日向 （1.1km）間開通